# Ławny Lasek
Ławny Lasek (deutsch Lawnilassek, 1938 bis 1945 Zieglershuben) ist ein Ort in der polnischen Woiwodschaft Ermland-Masuren und gehört zur Landgemeinde Piecki (Peitschendorf) im Powiat Mrągowski (Kreis Sensburg).

## Geographische Lage
Ławny Lasek liegt am Westufer des Muckersees (polnisch Jezioro Mokre) und nordöstlich des Sees Jezioro Ławny Lasek in der südlichen Mitte der Woiwodschaft Ermland-Masuren. Südlich des Ortes erstreckt sich ein Naturreservat (Rezerwat przyrody „Ławny Lasek“). Die Entfernung zur Kreisstadt Mrągowo (deutsch Sensburg) beträgt 24 Kilometer in nordwestlicher Richtung.

## Geschichte
Der nach 1785 Lawnylasseck, nach 1871 Lawnilasseck und bis 1938 Lawnilassek genannte kleine Gutsort bestand ursprünglich aus mehreren kleinen Höfen. In der ersten Hälfte des 16. Jahrhunderts erwarb Christoph Johann Ziegler den Gutsbesitz Lawnilassek und begründete hier die preußische Linie der Familie Ziegler und Klipphausen. 1785 wurde Lawnilassek als „köllmisches Gut mit drei Feuerstellen“ erwähnt.
Im Jahre 1874 kam Lawnilassek zum neu errichteten Amtsbezirk Kelbonken (polnisch Stare Kiełbonki), der – 1938 in „Amtsbezirk Kelbunken“ umbenannt – zum Kreis Sensburg im Regierungsbezirk Gumbinnen (1905 bis 1945: Regierungsbezirk Allenstein) in der preußischen Provinz Ostpreußen gehörte. 
Aufgrund der Bestimmungen des Versailler Vertrags stimmte die Bevölkerung im Abstimmungsgebiet Allenstein, zu dem Lawnilassek gehörte, am 11. Juli 1920 über die weitere staatliche Zugehörigkeit zu Ostpreußen (und damit zu Deutschland) oder den Anschluss an Polen ab. In Lawnilassek stimmten 20 Einwohner für den Verbleib bei Ostpreußen, auf Polen entfielen keine Stimmen.
Etwa 1928 gab der Gutsbezirk Lawnilassek seine Eigenständigkeit auf und wurde in die Landgemeinde Alt Kelbonken (1938 bis 1945 Altkelbunken, polnisch Stare Kiełbonki) eingemeindet, und am 3. Juni (amtlich bestätigt am 16. Juli) 1938 erfolgte aus politisch-ideologischen Gründen zwecks Abwehr fremdländisch klingender Ortsnamen die Umbenennung in „Zieglershuben“.
In Kriegsfolge kam Lawnilassek resp. Zieglershuben 1945 mit dem gesamten südlichen Ostpreußen zu Polen. Seither trägt der Ort die polnische Namensform „Ławny Lasek“. Er ist heute eine Ortschaft innerhalb der Landgemeinde Piecki (Peitschendorf) im Powiat Mrągowski (Kreis Sensburg), bis 1998 der Woiwodschaft Olsztyn, seither der Woiwodschaft Ermland-Masuren zugehörig.

### Einwohnerzahlen
| Jahr | Anzahl |
| ---- | ------ |
| 1818 | 21     |
| 1839 | 41     |
| 1871 | 47     |
| 1885 | 11     |
| 1898 | 21     |
| 1905 | 53     |
| 1910 | 65     |

## Kirche
Lawnilassek bzw. Zieglershuben gehörte bis 1945 zur evangelischen Kirche Aweyden in der Kirchenprovinz Ostpreußen der Kirche der Altpreußischen Union, außerdem zur katholischen St.-Adalbert-Kirche Sensburg im damaligen Bistum Ermland. Heute ist Ławny Lasek in die evangelische Kirchengemeinde Nawiady eingegliedert, eine Filialgemeinde der Pfarrei Mrągowo in der Diözese Masuren der Evangelisch-Augsburgischen Kirche in Polen. Zudem ist sie in die katholische Pfarrei Nawiady im jetzigen Erzbistum Ermland in der polnischen katholischen Kirche eingepfarrt.

## Verkehr
Ławny Lasek liegt nördlich der Landesstraße 53 und ist von dort über einen Landweg direkt zu erreichen. Eine Anbindung an das Schienennetz besteht nicht.